# Folkkampanjen för sjukvården
Folkkampanjen för sjukvården (fks) är ett regionalt och lokalt politiskt parti som är registrerat för val till landstingsfullmäktige i Dalarnas län och kommunfullmäktige i Ludvika kommun. Partiet fanns även representerat i Ludvika kommunfullmäktige efter valet 2006 med ett mandat. Ken Swedenborg är partiledare.

## Valresultat i kommunval
| År   | Andel röster | Antal mandat |
| ---- | ------------ | ------------ |
| 2006 | 2,44 %       | 1 (av 45)    |
| 2010 | 0,61 %       | 0 (av ?)     |
| 2014 | 0,15 %       | 0 (av ?)     |
| 2018 | 0,37 %       | 0 (av ?)     |
| 2022 | 0,28 %       | 0 (av ?)     |